# Walter Bernstein (Drehbuchautor)

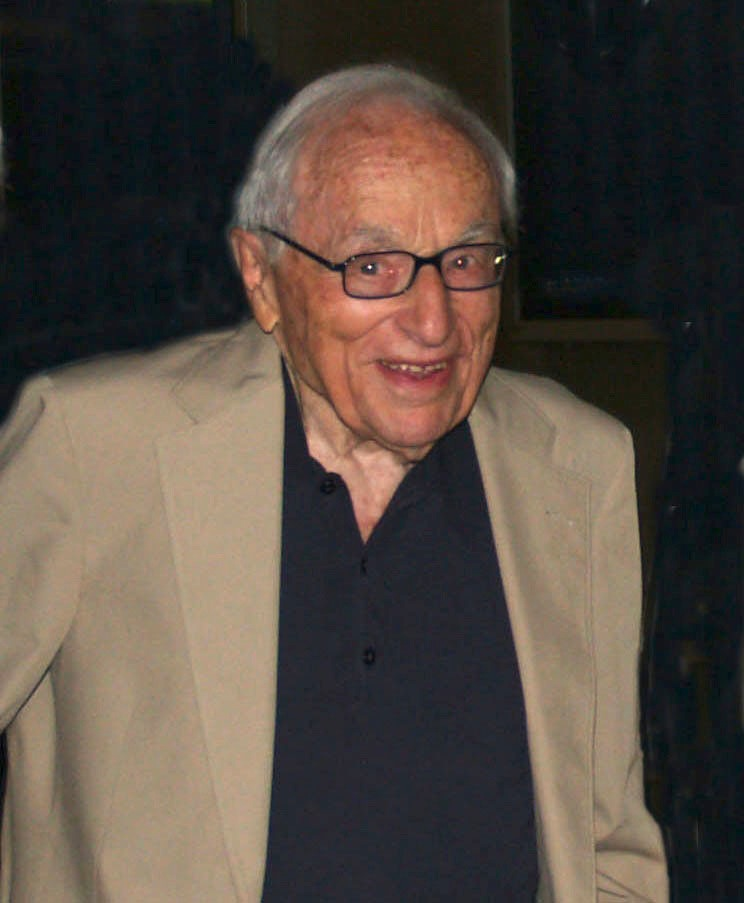
Walter Bernstein (2016)

Walter Bernstein (* 20. August 1919 in Brooklyn, New York City; † 23. Januar 2021 in Manhattan, New York City) war ein US-amerikanischer Drehbuchautor.

## Leben
Walter Bernstein kam 1919 als Sohn von Hannah (geb. Bistrong) und Louis Bernstein, einem Lehrer, in Brooklyn zur Welt. Nach seinem Abschluss an der Erasmus Hall High School in Flatbush absolvierte er in Frankreich einen sechsmonatigen Intensivsprachkurs – ein Geschenk seines Vaters – an der Universität von Grenoble. Geprägt von seiner aus Osteuropa stammenden, linksorientierten jüdischen Familie trat er während seiner Studentenzeit am Dartmouth College der Kommunistischen Partei bei. Nach seinem Studienabschluss Ende der 1930er Jahre war Bernstein zunächst als Journalist für das Magazin The New Yorker tätig, für das er im Alter von 19 Jahren seinen ersten Artikel schrieb. Während des Zweiten Weltkriegs arbeitete er als Reporter für die Armeezeitschrift Yank. 1945 veröffentlichte er das Buch Keep Your Head Down, in dem er seine Erlebnisse als Kriegskorrespondent schilderte.
Sein erstes Drehbuch, bei dem es sich um eine Adaption eines englischen Thrillers handelte, schrieb er für den Film Bis zur letzten Stunde mit Joan Fontaine und Burt Lancaster in den Hauptrollen. Danach ging er nach New York zurück, um als Autor für das Fernsehen zu arbeiten. Anfang der 1950er Jahre kam seine Karriere ins Stocken, als ihn das Komitee für unamerikanische Umtriebe wegen seiner Mitgliedschaft in der Kommunistischen Partei auf die Schwarze Liste setzte, weshalb er über mehrere Jahre, wie auch Ring Lardner Jr. und Dalton Trumbo, unter Pseudonymen Drehbücher verfasste. Erst ab 1959, als ihn der Regisseur Sidney Lumet für seinen Film So etwas von Frau (1959) mit Sophia Loren engagierte, arbeitete Bernstein wieder regelmäßig unter seinem eigentlichen Namen beim Film. Später veröffentlichte er ein Buch über diese Phase seines Lebens unter dem Titel Inside Out: A Memoir of the Blacklist.
Seine Erfahrungen mit der McCarthy-Ära verarbeitete Bernstein auch im Skript von Martin Ritts Filmkomödie Der Strohmann (1976), wofür er eine Oscar-Nominierung in der Kategorie Bestes Originaldrehbuch sowie eine Nominierung für den Writers Guild of America Award erhielt. Für die Filmkomödie Ein reizender Fratz (1980) mit Walter Matthau und Julie Andrews trat er auch als Regisseur in Erscheinung. Für Peter Yates’ Das Haus in der Carroll Street (1988) lieferte er erneut eine Geschichte über die Verfolgung der Kommunisten in den Vereinigten Staaten der 1950er Jahre.
Mit seiner ersten Ehefrau Marva Spelman hatte Bernstein zwei Kinder, Joan Bernstein und Peter Spelman. Nach einer kurzen zweiten Ehe war Bernstein von 1961 bis 1984 in dritter Ehe mit Judith Braun verheiratet. Aus dieser Verbindung gingen die Söhne Nicholas, Andrew und Jacob hervor. Zuletzt lebte er mit seiner Frau, der Literaturagentin Gloria Loomis, in New York, wo er bis 2017 bisweilen als Hilfsprofessor für „Screenwriting“ an der New York University Vorlesungen hielt. Bernstein starb im Januar 2021 im Alter von 101 Jahren infolge einer Lungenentzündung.

## Filmografie (Auswahl)
- 1948: Bis zur letzten Stunde (Kiss the Blood Off My Hands) – Regie: Norman Foster
- 1959: So etwas von Frau (That Kind of Woman) – Regie: Sidney Lumet
- 1959: Heiße Grenze (The Wonderful Country) – Regie: Robert Parrish
- 1960: Die Dame und der Killer (Heller in Pink Tights) – Regie: George Cukor
- 1960: Prinzessin Olympia (Olimpia) – Regie: Michael Curtiz
- 1960: Die glorreichen Sieben (The Magnificent Seven) – Regie: John Sturges
- 1961: Paris Blues – Regie: Martin Ritt
- 1962: Something’s Got to Give – Regie: George Cukor (unvollendet)
- 1964: Angriffsziel Moskau (Fail-Safe) – Regie: Sidney Lumet
- 1964: Der Zug (The Train) – Regie: John Frankenheimer
- 1965: Goldfalle (The Money Trap) – Regie: Burt Kennedy
- 1970: Verflucht bis zum jüngsten Tag (The Molly Maguires) – Regie: Martin Ritt
- 1976: Der Strohmann (The Front) – Regie: Martin Ritt
- 1977: Zwei ausgebuffte Profis (Semi-Tough) – Regie: Michael Ritchie
- 1978: Der Clan (The Betsy) – Regie: Daniel Petrie
- 1979: Ein perfekter Seitensprung (An Almost Perfect Affair) – Regie: Michael Ritchie
- 1979: Yanks – Gestern waren wir noch Fremde (Yanks) – Regie: John Schlesinger
- 1980: Ein reizender Fratz (Little Miss Marker) – Regie: Walter Bernstein
- 1988: Das Haus in der Carroll Street (The House on Carroll Street) – Regie: Peter Yates
- 1988: Der Couch-Trip (The Couch Trip) – Regie: Michael Ritchie
- 1997: Miss Evers’ Boys – Die Gerechtigkeit siegt (Miss Evers’ Boys) (TV-Film) – Regie: Joseph Sargent
- 2000: Fail Safe – Befehl ohne Ausweg (Fail Safe) (TV-Film) – Regie: Stephen Frears

## Auszeichnungen
- 1977: Nominierung für den Oscar in der Kategorie Bestes Originaldrehbuch für Der Strohmann
- 1977: Nominierung für den Writers Guild of America Award für Der Strohmann
- 1978: Nominierung für den Writers Guild of America Award für Zwei ausgebuffte Profis
- 1980: Nominierung für den BAFTA Award in der Kategorie Bestes Drehbuch (zusammen mit Colin Welland) für Yanks – Gestern waren wir noch Fremde
- 1996: Gotham Award
- 1997: Humanitas-Preis für Miss Evers’ Boys – Die Gerechtigkeit siegt
- 1997: Nominierung für den Emmy in der Kategorie Bestes Drehbuch für eine Miniserie, einen Fernsehfilm oder ein Special für Miss Evers’ Boys – Die Gerechtigkeit siegt
- 2001: Tribut beim Nantucket Film Festival